# Lissonota scutellaris
Lissonota scutellaris är en stekelart som först beskrevs av Cresson 1870.  Lissonota scutellaris ingår i släktet Lissonota och familjen brokparasitsteklar. Utöver nominatformen finns också underarten L. s. nidia.